# Гирлянда (журнал)
«Гирля́нда» — журнал, выходивший в Санкт-Петербурге в 1831—1832 годах.

## История
Журнал «Гирлянда» выходил еженедельно в Санкт-Петербурге в 1831 и 1832 году с подзаголовком «Журнал словесности, музыки, мод и театров». Всего вышло 28 книг.
Издавал журнал М. А. Бестужев-Рюмин.
В уведомлении издатель говорил, что журнал издается «преимущественно для дамского чтения» и ставит своей целью доставить «любительницам отечественной словесности приятное и занимательное чтение».
Разделы журнала: словесность, библиография, театр, смесь моды, музыка.
Были напечатаны произведения второстепенных русских писателей и поэтов: В. Басковского, В. Гаркуши, А. Н. Глебова, В. И. Глинки, В. И. Карлгофа, П. Максимовича, Д. А. Шелехова и других.
К журналу прилагались гравированные картинки мод, рисунки модной мебели, экипажей и т. д.